# Естонська енциклопедія (1932—1937)
«Естонська Енциклопедія» (ест. Eesti Entsüklopeedia) — перша естонськомовна енциклопедія, видана у 1932—1937 роках у Тарту видавництвом «Loodus».
Видання налічувало 8 томів. Головним редактором енциклопедії був Річард Клейс. 7 серпня 1930 року правління видавництва «Loodus» (Пауль Когерман, Ганс Мяннік, Йоганнес Вольдемар Вескі) вирішило видавати першу естонськомовну універсальну енциклопедію. «Естонська Енциклопедія» містила 75 754 статті, а над її створенням працювали 417 осіб. Було зареєстровано 6888 передплатників видання, з них 5205 придбали його повністю.
Після видання VIII тому, коли стало зрозуміло, що доповнення не вмістяться в нього, було вирішено надрукувати видання «Естонська Енциклопедія. Додатковий том» (ест. Eesti Entsüklopeedia. Täiendusköide). Планувалося надрукувати так само 8 томів видання. На початку 1938 року вийшов перший том. Було надруковано 4 томи видання (до слова Kongolo). 1940 року видання припинилося через початок радянської окупації Естонії.
1936 року правління видавництва «Loodus» вирішило видати двотомну «Малу енциклопедію» (ест. Väike entsüklopeedia), в якій мало бути 30 тисяч статей. У грудні 1937 року надруковано перший її том.
Усі томи «Естонської Енциклопедії» були надруковані у типографії o/ü K. Mattieseni, що належала Карлу Готлібу Маттізену. Ввезений для друку папір (16 250 кг нетто) рішенням Уряду Естонії було звільнено від сплати мита.